# Мегаколлибия широкопластинчатая
Мегаколли́бия широкопласти́нчатая, также колли́бия широкопластинчатая и удемансие́лла широкопластинчатая (лат. Megacollybia platyphylla) — гриб семейства негниючниковые (Marasmiaceae).
Синонимы:
- Agaricus grammocephalus Bull. 1793
- Agaricus platyphyllus Pers. 1796basionym
- Clitocybula platyphylla (Pers.) E. Ludw. 2001
- Clitocybula platyphylla (Pers.) Malençon & Bertault 1975
- Collybia grammocephala (Bull.) Quél. 1888
- Gymnopus platyphyllus (Pers.) Murrill 1916
- Hydropus platyphyllus (Pers.) Kühner 1980, nom. inval.
- Oudemansiella platyphylla (Pers.) M.M. Moser 1983
- Tricholomopsis platyphylla (Pers.) Singer 1939

## Биологическое описание

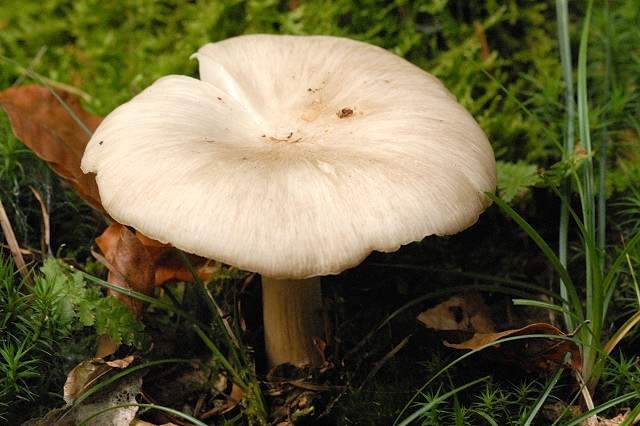

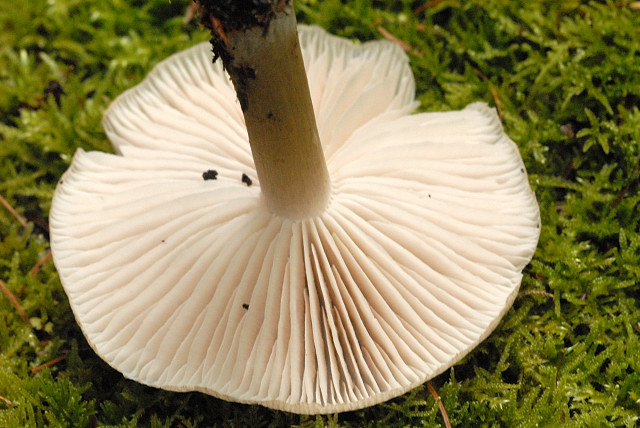

- Шляпка 5—15 см в диаметре, в молодом возрасте выпуклая, затем становящаяся плоской и немного вдавленной, в сухую погоду радиально трескающаяся, в молодом возрасте с подвёрнутым краем, с пепельно-серой или серо-коричневой поверхностью.
- Мякоть белого цвета, водянистая, без особого вкуса и запаха.
- Гименофор пластинчатый, пластинки иногда с выемкой, приросшие к ножке, сравнительно редкие, белого или сероватого цвета.
- Ножка 4—15 см в длину, 1-2 см ширину, ровная или немного суживающаяся кверху, плотная, белая, иногда с коричневатыми прожилками.
- Споровый порошок белого цвета. Споры бесцветные, 7—10×5—7 мкм, широко-эллипсоидной или овальной формы.
- Встречается одиночно или небольшими группами, сапротроф, произрастает на гнилых пнях и брёвнах широколиственных деревьев. Один из самых ранних пластинчатых грибов.
- Съедобна.

## Сходные виды
Большинство видов Entoloma произрастают только на почве.
Съедобные: 
- Pluteus atricapillus отличается свободными, с возрастом розоватыми пластинками.
- Tricholoma portentosum произрастает на земле, под хвойными породами деревьев.

Ядовитые: 
- Tricholoma virgatum отличается шляпкой с острым бугорком и горькой мякотью.